# 聖彌額爾教堂 (克魯日)

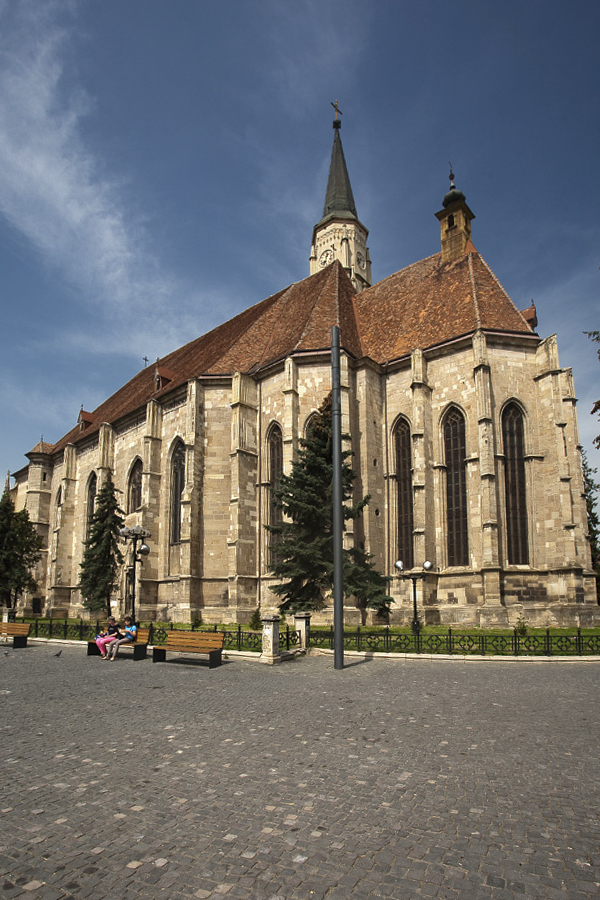

聖彌額爾教堂（羅馬尼亞語：Biserica Sfântul Mihail）是位於羅馬尼亞城市克魯日的一座天主教教堂。教堂為哥特式建築。

## 外部連結
46°46′12″N 23°35′23″E / 46.77000°N 23.58972°E